# محمد بسام
محمد بسام (مواليد 25 ديسمبر 1990 في القاهرة، مصر)، هو لاعب كرة قدم مصري يلعب لنادي سيراميكا كليوباترا المصري في مركز حراسة المرمى، وقد لعب للمنتخب الأولمبي.

## الجوائز والإنجازات

### الإنجازات مع النادي أو المنتخب
| النادي أو المنتخب        | البطولة                        | مرات الفوز | الأعوام أو المواسم |
| ------------------------ | ------------------------------ | ---------- | ------------------ |
| المنتخب المصري الأوليمبي | الألعاب الأولمبية الصيفية 2012 | 1          | 2012               |

## روابط خارجية
- محمد بسام على موقع الاتحاد الدولي (مؤرشف)  (الإنجليزية)
- محمد بسام على موقع قاعدة بيانات كرة القدم.إي يو (الإنجليزية)
- محمد بسام على موقع أوليمبيديا (الإنجليزية)